# Ischyromys
Ischyromys — рід гризунів з родини †Ischyromyidae, походить із Північної Америки.
Істота довжиною 60 см є одним із найстаріших відомих гризунів. Він нагадував мишу і вже мав характерні гризучі різці. Задні лапи Ішіроміса були довші за передні, що могло використовуватися для інших засобів, крім ходьби. На відміну від більшості інших ссавців свого часу, Ішіроміс, ймовірно, був деревним (разом зі своїм родичем Paramys). Це був добре пристосований альпініст, який поступово переміг конкуренцію з боку гризуноподібних деревних плезіадапіформних приматів.